# Księga elbląska
Księga elbląska (Najstarszy Zwód (Spis) Prawa Polskiego, Prawo Polaków) – pomnik prawa średniowiecznego, podstawowe źródło poznania prawa polskiego okresu rozbicia dzielnicowego.

## Historia
Jest to spisany w języku niemieckim, w drugiej połowie XIII lub na początku XIV wieku, zbiór przepisów polskiego prawa zwyczajowego stosowanego w północnych dzielnicach kraju. Zawiera modlitwy po łacinie oraz pojedyncze słowa polskie. Zgodnie z dominującą w średniowieczu zasadą osobowości prawa, Polacy zamieszkujący państwo zakonu krzyżackiego, głównie ziemię chełmińską, byli sądzeni według prawa polskiego. Autorem zwodu, mającego służyć krzyżackim sędziom, jest prawdopodobnie urzędnik krzyżacki (tego zdania był wydawca Zwodu Józef Matuszewski), według niektórych badaczy będący mnichem cysterskim.
Adam Vetulani polemizując z Matuszewskim, przypuszczał, że Zwód był jedynie wykorzystywany w praktyce prawnej w państwie zakonnym (na co wskazuje miejsce odnalezienia) ale mógł powstać gdzie indziej. Język zabytku nie jest jego zdaniem rozstrzygający (najstarsze polskie teksty prawne, Statuty Kazimierza Wielkiego w tłumaczeniu, pochodzą z XV wieku), również treść Zwodu zawiera elementy z punktu widzenia Krzyżaków zbędne (np. o braku uprzywilejowania cudzoziemców zwanych gośćmi).

## Zawartość
Zachował się tylko częściowy, urywający się w połowie zdania, tekst zbioru. Wierszowany wstęp głosi: „Jego mędrcy z dawna obmyślali dla niego prawo, którym też się rządził. Naród ten zwie się Polakami a prawo jego tu wam ogłaszam”.
Zachowane przepisy dotyczą prawa karnego, organizacji sądów i postępowania przed sądami. Ułożone są kazuistycznie.
Oprócz poznania prawa, pomocne są również do badań nad ówczesną strukturą społeczną. Przepisy rozróżniają rycerzy, ziemian, duchownych, kupców, chłopów zależnych i ludność niewolną.
Różnice odzwierciedlono m.in. w wysokości kar. Za rycerza lub kupca główszczyzna wynosiła 50 grzywien, za „Niemca którego Polacy nazywają gościem” tak jak za chłopa 30 grzywien.
Odróżniano przy tym karę za naruszenie płaconą na rzecz księcia jako stróża spokoju publicznego (bądź sędziego jako jego reprezentanta) w wysokości 50 grzywien i odszkodowanie (nawiązkę) dla ofiary (lub główszczyznę dla jej rodziny). Czasem wymiar był uznaniowy.
Środkami dowodowymi były stosowane w tej epoce ordalia. Istniała też przysięga oczyszczająca, czasem składana zbiorowo (np. samotrzeć – razem z dwoma coniuratores ręczącymi za oskarżonego, nie byli oni świadkami w dzisiejszym rozumieniu).
Zwód reguluje też zasady odbywania pojedynków sądowych.

### Przykład regulacji
Zawiera informację, że w skład szczebrzuchu (wyprawy) córki rycerza wchodziły niewolne dziewki i służebne, bydło, odzież i pokrowce, zaś wyprawę córki chłopa stanowiły pościel i szaty.

## Nazwa
Popularna nazwa zbioru pochodzi od miejsca odkrycia w XIX wieku jedynego znanego rękopisu zwodu w Elblągu. Dokument odnalazł w 1868 w spuściźnie po miejscowym kupcu i bibliofilu, a przy tym radnym miejskim Abrahamie Grübnau (1740-1823) i przekazał do biblioteki miejskiej Ferdynand Neumann, z wykształcenia aptekarz a z zamiłowania badacz dziejów miasta. Pierwszej publikacji dokonał Antoni Zygmunt Helcel. Rękopis zaginął podczas II wojny światowej.